# کیث کلیفورد
کیث کلیفورد (انگلیسی: Keith Clifford؛ زادهٔ ۲۰ ژوئن ۱۹۳۸) بازیگر اهل بریتانیا است.
از فیلم‌ها یا مجموعه‌های تلویزیونی که وی در آن‌ها نقش داشته‌است، می‌توان به خیابان کورونیشن و در انتهای دوران میانسالی اشاره نمود.